# Pero bicurvata
Pero bicurvata är en fjärilsart som beskrevs av W. Warren 1901. Pero bicurvata ingår i släktet Pero och familjen mätare. Inga underarter finns listade i Catalogue of Life.